# Sistan
| Sistan |
| --- |
| Karta över det historiska Sistan. - Betydelse – historisk region mellan Iran och Afghanistan - Bakgrund – Sakastan, 'sakernas land' - Historia – vallfärdplats inom zoroastrismen - Natur – avloppslös region med äkta ökenklimat |

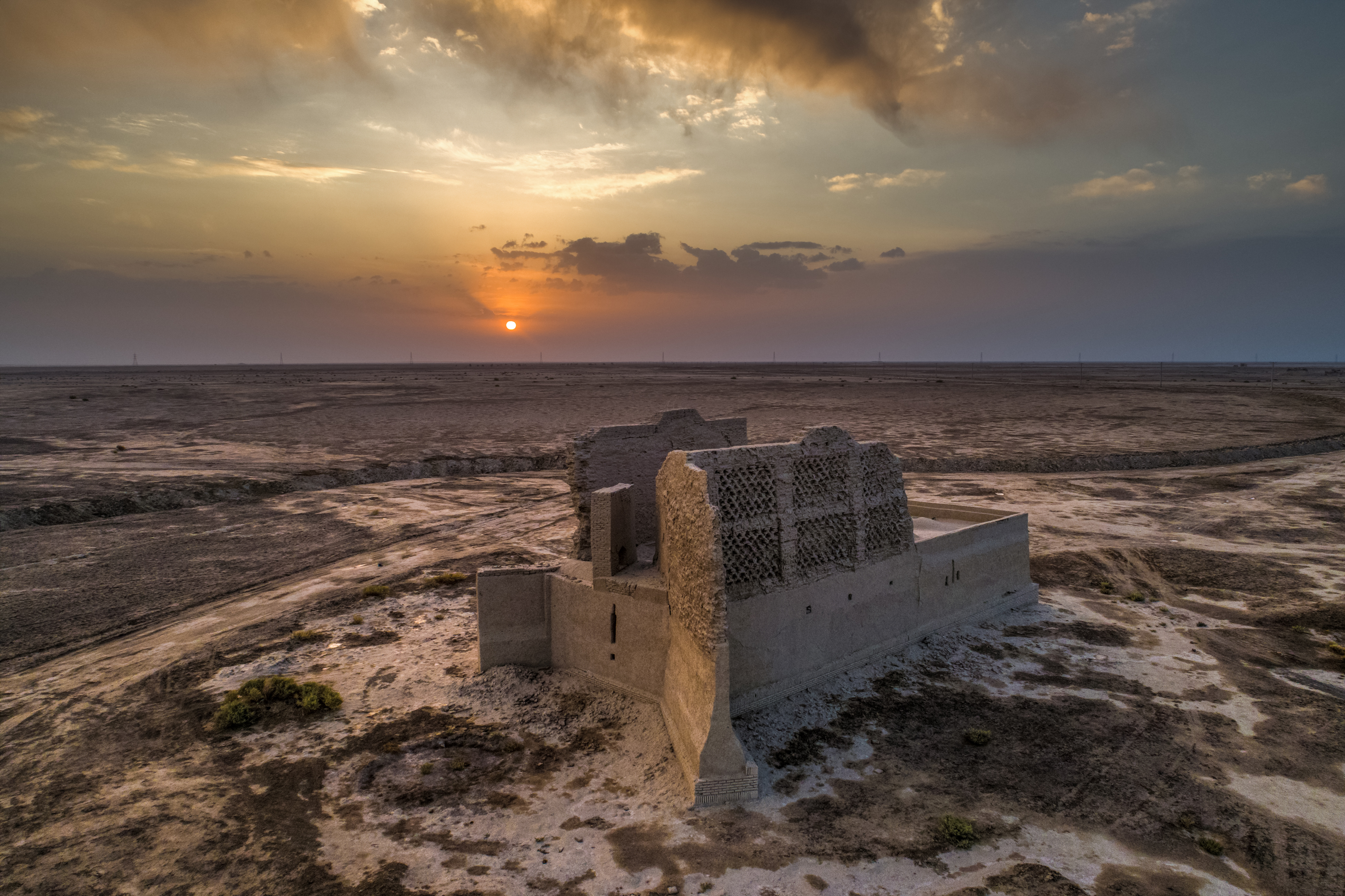
Monumentet Asbad ('Väderkvarnar') i ett ökenlandskap.

Sistan (persiska: سیستان), även Sakastan, är en historisk region i gränslandet mellan östra Iran och sydvästra Afghanistan. Den omfattar områden i den norra delen av den iranska provinsen Sistan och Baluchistan samt områden i den afghanska provinsen Nimruz. 
Områdets största stad är Zabol på den iranska sidan. Cirka 40 procent av området, liksom majoriteten av dess befolkning, ligger i det nuvarande Iran.

## Geografi
Regionen utgörs av områden på mellan 450 och 520 meters höjd över havet. Ett antal floder mynnar ut i en serie av laguner (hāmūn), vilket tidvis bildar en grund sjö – Hamunsjön – som i sin tur spiller över till ytterligare en depression i söder. Sistan utgör ett avloppslöst bäcken, med Hamunsjön och saltträsket Gowd-e Zereh.
Tre större deltan är centrum för regionens större bosättningar. Dessa är:
- Lash-Juwain vid Farah-floden (Afghanistan)
- Chakhānsur vid i Khash-floden (Afghanistan)
- Sīstān vid Helmandfloden

Regionen har ett äkta ökenklimat. Nederbörden faller mycket oregelbundet och mäter i snitt mindre än 100 mm årligen. Sommaren kännetecknas av extrem hetta, medan minustemperaturer är vanliga på vintern. Under sommaren blåser ständigt "de 120 dagarnas vind", en nordlig vind som förorsakar erosion.

## Historia
Namnet Sistan är en förkortning av Sakastan, sakernas land. I detta historiska rike i utgjorde nuvarande Sistan en gång den västligaste delen. Sakerna fördrevs efter år O till Punjab av partherna. Dessförinnan var området även känt som Drangiana för klassiska grekiska geografer och historiker.
Saffariderna (861–1003), en av de tidiga iranska dynastierna under medeltiden, var ursprungligen härskare över Sistan.
Den mest kända arkeologiska fyndplatsen i Sistan ligger på Kuh-e Khwajeh. Detta är en kulle som reser sig på en ö i Hamunsjön.

## I religion och mytologi
Sistan har en stark koppling till zoroastrismen, bland annat för att Zarathustra kan ha tagit sin tillflykt till regionen och där inhämtade stöd för spridningen av sin nya tro. Den lokale ledaren mottog Zarathustra, gifte sig med hans dotter och blev det främsta stödet för den nya religionen som brukar kallas zoroastrism efter religionsstiftaren.
Under sasaniderna var Hamunsjön en av religionens viktigaste pilgrimsorter. Enligt zoroastristisk tradition hyser sjön Zarathustras säd, och just innan världens slutliga omdaning kommer tre jungfrur att gå ned i sjön och föda saoshyanterna som kommer rädda mänskligheten.
I Irans nationalepos Shahnameh, där Sistan också omnämns som "Zabolestan", efter staden Zabol, förläggs den mytologiske hjältekungen Rostams födelseort till regionen. En annan känd hjälte från Sistan är Faramarz.